# Laurent Alexandre (homme politique)
Ne doit pas être confondu avec l'homme d'affaires Laurent Alexandre.
Pour les articles homonymes, voir Alexandre.
Laurent Alexandre, né le 9 juin 1973 à Decazeville (Aveyron), est un homme politique français. Il est élu député dans la deuxième circonscription de l'Aveyron en 2022 sous l’étiquette de la NUPES, puis réélu en 2024 sous l'étiquette NFP.

## Biographie

### Situation personnelle
Fils d'un ouvrier et d'une femme de ménage, Laurent Alexandre, titulaire d’un bac pro et d’un BTS mise en œuvre des matériaux composites, est embauché en 1998 par le fabricant Ratier-Figeac. Il adhère en 2000 à la Confédération générale du travail (CGT),. Il travaille ensuite comme ouvrier qualifié au sein de l'entreprise Collins Aerospace.

### Parcours politique
Il est maire d'Aubin, une commune de moins de 4 000 habitants, depuis mai 2020 et vice-président de la communauté de communes Decazeville Communauté.
Lors des élections législatives de 2022, il est candidat dans la deuxième circonscription de l'Aveyron sous l'étiquette LFI-NUPES. Arrivé en tête au premier tour avec 27,78 % des voix contre un candidat LREM, il est élu député au second tour avec 50,99 % des voix. Aucun député n'était ouvrier dans la précédente législature. Conformément à la loi sur le non-cumul des mandats, il quitte son poste de maire.
Il souhaite s'opposer à la fermeture de 153 lits à l’établissement d’hébergement pour personnes âgées dépendantes (EHPAD) de Villefranche-de-Rouergue, ainsi qu'à la fermeture de la Société aveyronnaise de métallurgie, à Viviez.
Après la dissolution de l'Assemblée nationale par Emmanuel Macron, il est candidat à sa réélection lors des élections législatives de 2024. Il est réélu au second tour face à la candidate du Rassemblement national.